# 鳳輦

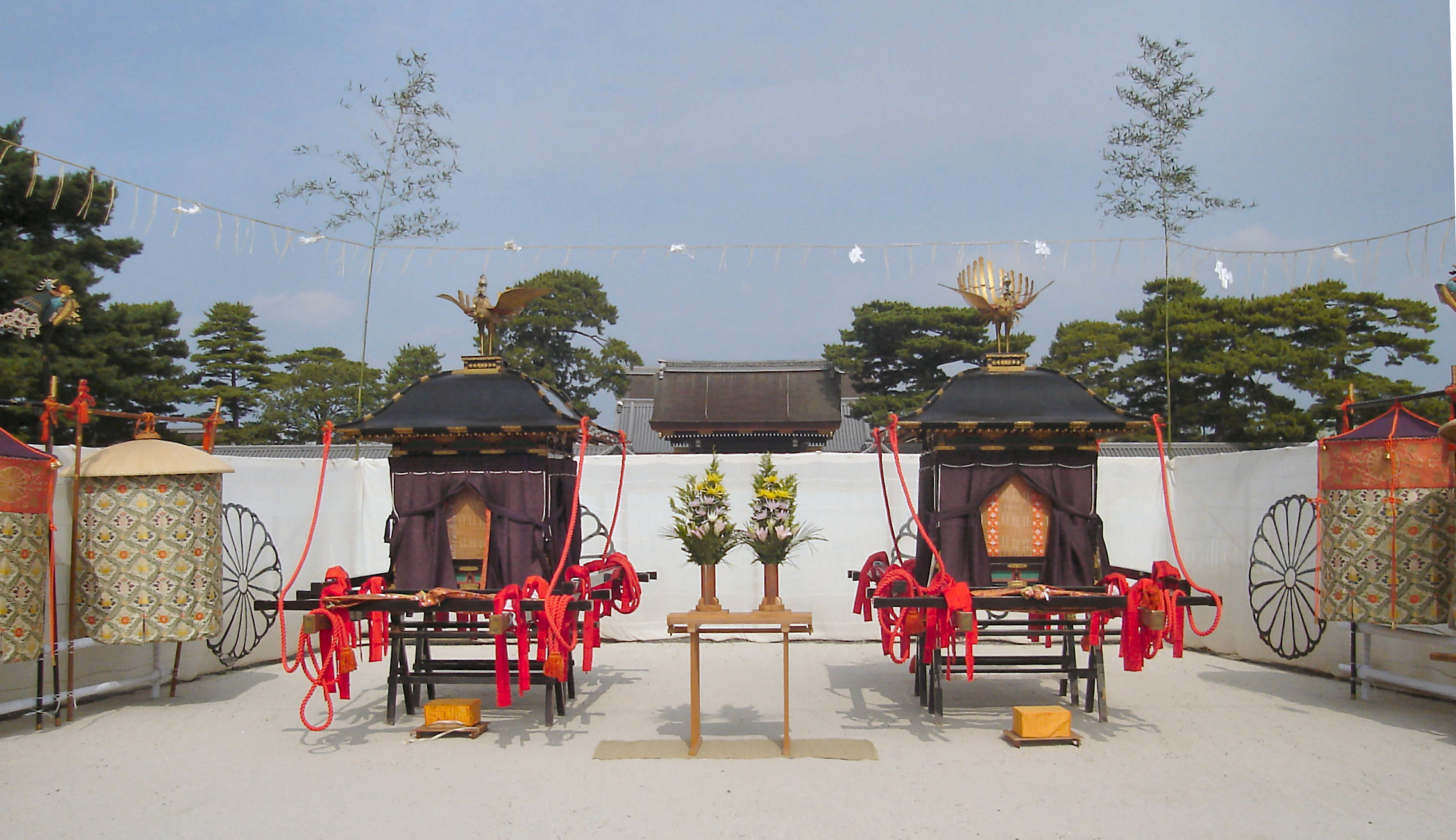
平安神宮時代祭の鳳輦

鳳輦(ほうれん)は、「屋根に鳳凰の飾りのある天子の車」を意味する言葉で、日本においては、古くから、天皇の正式な乗り物を意味するほか、現代では神社の祭りなどに使われる、鳳凰の飾りがある神輿を意味する。

## 形態
神輿は、日本の神社の社殿を小型化したかたちであるのに対し、鳳輦は台の上に４本の柱と屋根があるかたちになっており、「人が乗って移動する車」という、もともとの用途に適した形態をとっている。
御鳳輦の起源は御神輿（おみこし）より更に古く、中国からの風俗や文化の移入により伝わった天子や高僧などの乗り物とされて来ました。屋形の屋根に金銅の鳳凰の飾りのあるのが特徴で、単に「輿」（こし）と言われることもあります。

## 語意
「輦」は、二人の人夫が並んで引く車を表し、意味は「人の引く車」「荷車」「天子の乗る車」など。つまり、輦の字だけなら、人が引く車全般、あるいは、天子が乗る車全般を指すことになる。「鳳輦」という熟語は、車の中でも特に「鳳凰の飾りのある天子の車」を意味するほか、「仙人の乗る車」を意味するときもある。
天子の車。隋・煬帝〔歩虚の詞、二首、一〕詩　翠霞(すいか)、鳳輦を承け　碧霧(へきむ)、龍輿（天子の車）を翼(たす)く。
銭起（？―782）の詩 和李員外扈駕幸温泉宮（李員外が温泉宮に駕幸するに扈ふに和す）
未央月曉度疎鐘，鳳輦時巡出九重。
雪霽山門迎瑞日，雲開水殿候飛龍。
經寒不入宮中樹，佳氣常薰仗外峯。
遙羨枚臯扈仙蹕，偏承霄漢渥恩濃。
遥かに羨む　枚皋が仙蹕［行幸］に扈（したが）ひ  
偏（ひと）へに霄漢を承（う）けて渥恩の濃きを

## 歴史
天皇の行幸など公的な外出では鳳輦が用いられ、私的な外出では屋根に葱花を載せた葱華輦（そうかれん）用いられたとされているが、元々は天皇の即位儀礼の際に限って鳳輦が用いられていたとみられている。
1868年（明治元年）7月、明治新政府は江戸という地名を東京に変えて東京府を開設し、その翌年、1869年（明治2年）3月の東京行幸において、天皇は鳳輦に乗って東京に移動していった。
1891年（明治24年）に大日本帝国陸軍の近衛兵が改称されて成立した「近衛師団」は、「鳳輦供奉」（ほうれんぐぶ）と称して、天皇や皇居の警備の役割などを果たした。